# Albert Marth
Albert Marth, född den 5 maj 1828 i Kolberg i Pommern, död den 5 augusti 1897, var en tysk astronom, varksam i England.
Marth var 1853–1855 assistent vid Bishops observatorium i Regent's Park i London och blev 1855 observator vid observatoriet i Durham. Han deltog 1862–1865 i Lassells observationer med dennes stora spegelteleskop på Malta, var därefter under någon tid astronom vid Newalls observatorium i Gateshead vid Newcastle samt blev 1883 direktor för observatoriet i Markree Castle, Irland. Hans observationer och undersökningar över de stora planeternas månsystem var högt skattade. Han fann bland annat, att läget av den då kända Neptunusmånens banplan är underkastat ganska hastiga förändringar, vilka, som Tisserand och Newcomb sedan visat, beror på inverkan av planetens avplattning och av vilka man på indirekt väg kan sluta, att satellitbanans plan lutar omkring 20° mot planetens ekvatorsplan. Marth publicerade, utom en mängd uppsatser i facktidskrifterna, under en följd av år efemerider för observationer av planeter och satelliter. Han tilldelades 1854 tillsammans med flera andra Lalandepriset.